# 4738 Jimihendrix
4738 Jimihendrix este o planetă minoră (asteroid), cu un diametru de 8,204 km, din centura de asteroizi. A fost descoperită pe 15 septembrie 1985 la Observatorul Palomar de David B. Goldstein⁠(d) și a fost numită după Jimi Hendrix. 
Obiectul prezintă o orbită caracterizată de o semiaxă mare de 2,6809542 UAi, o excentricitate de 0,17, o înclinație de 13,21574 ° în raport cu ecliptica.